# Смит, Анабель
Анабель Смит (англ. Anabelle Smith; род. 3 февраля 1993, Мельбурн) — австралийская прыгунья в воду, призёр Олимпийских игр и чемпионатов мира, чемпионка Игр Содружества (2022).

## Карьера
На Играх Содружества 2010 года в прыжках трамплина с 10-метровой синхронной вышке выступала в паре с Брайони Коул и завоевала бронзовую медаль. В следующем году, на чемпионате мира по водным видам спорта 2011 года в прыжках с 3-метрового синхронного трамплина в паре с Шарлин Стрэттон завоевала бронзу.
На Летней Олимпиаде 2012 года выступала в прыжках с 3-метрового синхронного трамплина вместе с Шарлин Стрэттон, заняв итоговое пятое место.
На своей второй Летней Олимпиаде в прыжках с 3-метрового синхронного трамплина в дуэте с Мэддисон Кини завоевала бронзовую медаль, уступив спортсменкам из Китая и Италии.
На Летней Олимпиаде 2020 года в прыжках с 3-метрового трамплина прошла в полуфинал, где заняла итоговое 14-е место.
На Играх Содружества 2022 года в прыжках с 3-метрового синхронного трамплина в паре с Мэддисон Кини завоевала золотую медаль, опередив более чем на 20 баллов пару из Малайзии.